# Kamešnica (wieś w Chorwacji)
Kamešnica – wieś w Chorwacji, w żupanii kopriwnicko-kriżewczyńskiej, w gminie Kalnik. W 2011 roku liczyła 188 mieszkańców.